# Anaspis viennensis
Anaspis viennensis är en skalbaggsart som beskrevs av Friedrich Julius Schilsky 1895. Anaspis viennensis ingår i släktet Anaspis, och familjen ristbaggar. Arten har ej påträffats i Sverige.